# Metal Church
Metal Church est un groupe de heavy metal américain, originaire d'Aberdeen, dans l'État de Washington. Le groupe compte neuf albums studio et un album live entre 1984 et 2008, et annonce l'arrêt de ses activités le 7 juillet 2009 par un communiqué publié sur son site officiel. En 2016 sort un nouvel album intitulé XI avec le retour du chanteur Mike Howe.

## Biographie

### Formation (1980–1984)
Basé à San Francisco, Kurdt Vanderhoof forme le groupe en 1980 avec plusieurs musiciens. Les auditions voient passer des musiciens tels que le futur batteur de Metallica, Lars Ulrich. La démo instrumentale trois titres Red Skies est publiée en 1981, avec Vanderhoof, le guitariste Rick Condrin, le bassiste Steve Hott, et le batteur Aaron Zimpel.
Vanderhoof retourne chez lui à Aberdeen en 1981 et lance un nouveau groupe, Shrapnel, avec Craig Wells, Duke Erickson, le batteur Tom Weber, et le chanteur Mike Murphy. Murphy quitte avant la sortie de leur prochaine démo, enregistrée sans chant, puis Weber part également peu après. Le recrutement de Kirk Arrington et de David Wayne complète la formation du groupe. Ils publient la démo Four Hymns et passent les années qui suivent à tourner et à s'améliorer, reprenant le nom de Metal Church en 1983.

### Succès commercial (1984–1988)
En 1984, ils publient leur premier album studio homonyme, qui comprend trois chansons issues de la démo Four Hymns et une reprise de la chanson Highway Star de Deep Purple. Selon Wayne, Ulrich et James Hetfield de Metallica signe avec Elektra avant que d'autres labels ne le fassent. À cette période, Metal Church publie son deuxième album, The Dark, en 1986, et tourne avec Metallica. The Dark est un succès commercial, en partie grâce au clip de la chanson Watch the Children Pray fréquemment joué sur MTV. Peu après la sortie de l'album, cependant, ils font face à un nouveau changement de formation : Vanderhoof quitte le groupe en 1986, et est brièvement remplacé par Mark Baker, puis plus longtemps par John Marshall. Vanderhoof continue, lui, de composer au sein du groupe.  Wayne par aussi peu après et est remplacé par le chanteur du groupe Heretic, Mike Howe.

### Première séparation (1988–1995)
Avec Howe, le groupe publie son troisième album, Blessing in Disguise, en 1989. La presse spécialisée félicite l'album, allant même jusqu'à dire qu'il est le meilleur en date. Après son remplacement par l'ancien chanteur de Heretic, Wayne recrute les membres restants de Heretic pour former Reverend. Plusieurs tournées s'ensuivent, puis Metal Church publie son quatrième album, The Human Factor, sur Epic Records en 1991.  La presse spécialisée félicite son groupe pour sa transition chez une major, et leur façon de jouer de manière inchangée leur genre musical.
Le groupe publie son cinquième album, Hanging in the Balance en 1993 sur Mercury Records, mais se sépare deux ans plus tard,, citant des problèmes de management et de mauvaises ventes.

### Réunion etMasterpeace(1998–2001)

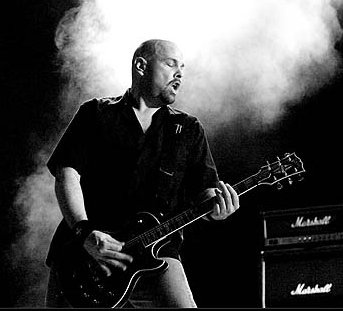
Le guitariste fondateur Kurdt Vanderhoof.

Les membres de Metal Church se réunissent pour leur premier album live en 1998, Live, qui comprend les deux premières chansons du groupe. Pendant la production de Live, Wayne, Vanderhoof, Wells, Arrington, et Erickson décide de reformer le groupe et d'enregistrer un nouvel album. Wells doit cependant quitter le groupe à cause d'obligations familiales, et est remplacé par Marshall. L'album live Live in Japan (enregistrée pendant leur tournée japonaise en 1995) est également publié en 1998 seulement au Japon.
L'album qui en résulte, Masterpeace, est publié en 1999 sur Nuclear Blast Records. La presse spécialisée félicite l'album, qu'elle considère comme regroupant l'énergie de leurs précédents albums, faute de renouveau. Arrington et Erickson sont incapables de tourner avec le groupe, qui engage alors le bassiste Brian Lake et le batteur Jeff Wade, plus tard dans l'année.

### Munroe, mort de Wayne et deuxième séparation (2004–2009)
Le groupe éponyme de Vanderhoof publie A Blur in Time en 2002 ; Vanderhoof se lance ensuite dans un nouvel album de Metal Church.  En 2004, lui et Arrington recrutent le chanteur Ronny Munroe, l'ex-guitariste de Malice Jay Reynolds, et le bassiste Steve Unger pour former un nouveau Metal Church. Plus tard dans l'année, ils publient leur septième album, The Weight of the World. La presse spécialisée accueille chaleureusement l'album, notamment pour son innovation. Le 10 mai 2005, David Wayne décède à la suite de complications liées à un accident de voiture survenu il y a quelques mois ; il avait 47 ans.
En 2006, Arrington quitte le groupe à cause de complications liées au diabète. Il est remplacé par Jeff Plate, ancien membre de Savatage, Chris Caffery et la Trans-Siberian Orchestra. Plus tard dans l'année, le groupe publie son huitième album, A Light in the Dark, qui contient une réédition de Watch the Children Pray en hommage à Wayne.
Reynolds quitte le groupe en 2008 et est remplacé par Rick Van Zandt. Le neuvième album du groupe, This Present Wasteland, suit en 2008, et est généralement bien accueilli par la presse spécialisée. Après la tournée qui suit, le groupe se met en pause à cause de problèmes des dos de Vanderhoof. Ils continuent néanmoins à travailler en studio.
La santé de Vanderhoof s'étant améliorée, ils reviennent en tournée. Le 7 juillet 2009, cependant, le groupe annonce soudainement sa séparation au Rocklahoma deux jours plus tard, annulant plusieurs dates.

### Seconde reformation etGeneration Nothing(2012–2013)
En octobre 2012, le groupe annonce son retour avec Vanderhoof, Munroe, Unger, Reynolds (ensuite remplacé par Van Zandt), et Plate. Leur première performance s'effectue en janvier au 70 000 Tons of Metal. Pendant l'un des deux shows, le groupe joue son premier album, Metal Church, dans son intégralité. Vanderhoof explique ensuite à la Music Life Radio que Metal Church travaille sur un nouvel album. Pour promouvoir leur dixième album, le groupe joue lors de festivals en été 2013. L'album, Generation Nothing, est publié en octobre.

### Réunion avec Mike Howe (depuis 2014)
Munroe quitte le groupe en septembre 2014 pour d'autres intérêts. Le groupe annonce qu'il continue tel quel. Le 30 avril 2015, Metal Church annonce sur Facebook l'arrivée de leur ancien chanteur Mike Howe, 21 ans après son départ. Le groupe prévoit la sortie d'un onzième album. Cet album, XI, est publié le 25 mars 2016. XI est bien accueilli par la presse spécialisée, et devient le premier album du groupe en 27 ans (depuis Blessing in Disguise) à atteindre le Billboard 200 (57e place).
En mars 2017 Jeff Plate annonce son départ du groupe. Un mois plus tard le groupe annonce son remplacement par l'ancien batteur de WASP Stet Howland.
Le 26 juillet 2021, le chanteur Mike Howe est retrouvé mort à son domicile, à l'âge de 55 ans,. La raison du décès invoquée par la police est un suicide par pendaison.

## Membres

### Membres actuels
- Kurdt Vanderhoof – guitare (1980–1986, 1998–2009, depuis 2012); co-composition (1986–1995)
- Mike Howe (†)–  chant (1988–1995, 2015-2021)
- Steve Unger – bass (2004–2009, depuis 2012)
- Rick Van Zandt – guitare (2008–2009, depuis 2013)
- Stet Howland – batterie (depuis 2017)

### Membres de tournée
- Paul Kleff – guitare (2016)
- Chris Caffery – guitare (2016)

### Anciens membres
- William McKay – chant (1980)
- Ed Bull – chant (1980)
- Rick Condrin – guitare (1980 ; décédé en 2014)
- Steve Hott – basse (1980)
- Rick Wagner – batterie (1980)
- Aaron Zimpel – batterie (1980)
- Carl Sacco – batterie (1980)
- Duke Erickson – basse (1981–1995, 1998–1999, 2000–2001)
- Craig Wells – guitare (1981–1995, 1998)
- Mike Murphy – chant (1981)
- Tom Weber – batterie (1981)
- Kirk Arrington (†) – batterie (1981–1995, 1998–1999, 2000–2006)
- David Wayne – chant (1981–1988, 1998–2001 ; décédé en 2005)
- Mark Baker – guitare (1986)
- John Marshall – guitare (1986–1995, 1998–2001)
- Brian Lake – basse (1999)
- Jeff Wade – batterie (1999)
- Ronny Munroe – chant (2004–2009, 2012–2014)
- Jay Reynolds – guitare (2004–2008, 2012)
- Jeff Plate – batterie (2006–2009, 2012–2017)

## Discographie

### Albums studio
- 1984 : Metal Church
- 1986 : The Dark
- 1989 : Blessing in Disguise
- 1991 : The Human Factor
- 1993 : Hanging in the Balance
- 1999 : Masterpeace
- 2004 : The Weight of the World
- 2006 : A light in the Dark
- 2008 : This Present Wasteland
- 2013 : Generation Nothing
- 2016 : XI
- 2018 : Damned if you do
- 2020 : From the Vault
- 2023 : Congregation of Annihilation

### Albums live
- 1998 : Live

### Démos
- 1982 : Four Hymns